# Tomaszkowice
Tomaszkowice – wieś w Polsce położona w województwie małopolskim, w powiecie wielickim, siedziba gminy Biskupice. 3 km do rynku w Wieliczce i 6 km do granic Krakowa.
W latach 1975–1998 miejscowość administracyjnie należała do województwa krakowskiego.
Wieś powstała ok. XIV wieku. Położona jest ona na Pogórzu Wielickim i Podgórzu Bocheńskim. Ma powierzchnię ok. 320 ha. Od południa i wschodu otoczona jest „Lasem Wielkiem” – największym kompleksem leśnym w tej części powiatu. Na terenie wsi znajduje się kilka punktów widokowych, z których można oglądać panoramę Wieliczki i Krakowa.
Tomaszkowice zamieszkuje ok. 500 mieszkańców. Domostwa zlokalizowane są w okolicach drogi z Wieliczki do Gdowa. Miejscowość objęta jest strefą ochrony konserwatorskiej. Przebiega przez nią bardzo popularny czerwony szlak rowerowy.
W Tomaszkowicach znajduje się dwór z XIX wieku otoczony zabytkowym parkiem. Dwór jest w trakcie remontu generalnego. Od XIX w należał do rodziny Stonawskich. 30 lipca 1898 roku w kościele św. Mikołaja w  Krakowie odbył się ślub właściciela wsi Pawła Stonawskiego, doktora praw, z wychowanicą hr. Izy Tyszkiewiczowej, panną Florą Allen.
Po II wojnie światowej przejęty przez komunistyczne państwo. W pomieszczeniach gospodarczych znajdował się GS, a w dworze zamieszkali pracownicy. Nieremontowany popadł w ruinę. Obecnie odkupiony przez potomka rodziny. 
W związku z bardzo dobrą komunikacją oraz dużymi walorami przyrodniczymi, miejscowość podlega szybkiemu rozwojowi. Obserwuje się duży napływ ludności miejskiej, głównie z Krakowa.

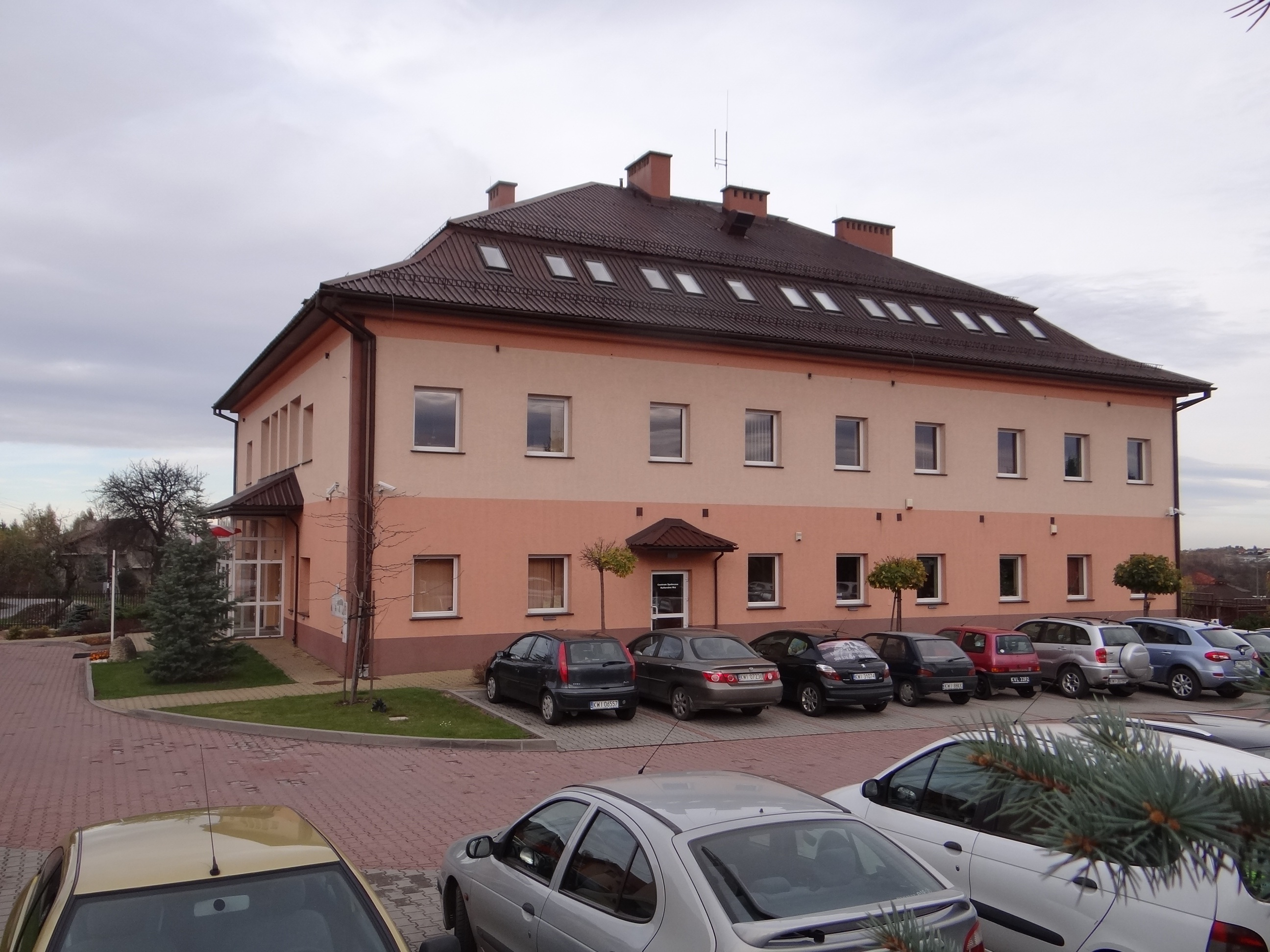
Budynek gminy Biskupice w Tomaszkowicach

Działa tutaj również Stowarzyszenie Mieszkańców Wsi Tomaszkowice „Nasza Wieś 2000”.
Przez Tomaszkowice przebiega droga wojewódzka nr 966 łącząca Wieliczkę, Gdów i Lipnicę Murowaną.
Atrakcje:
- dworek z XIX w. wraz ze starym starodrzewem;
- czerwony szlak rowerowy;
- „Las Wielki” – duży kompleks leśny (sarny, dziki);
- Punkt widokowy, z którego można podziwiać panoramę Krakowa i Wieliczki

Komunikacja:
Z Tomaszkowic bardzo łatwo można się dostać do Krakowa dzięki drodze „966” i często kursującym „busom”. Do centrum Wieliczki – 3 km, do granic Krakowa – 6 km.